# Burhanpur, Manvi
Burhanpur là một làng thuộc tehsil Manvi, huyện Raichur, bang Karnataka, Ấn Độ.